# 婆衍崘
婆衍崘（?—?），十六国时期南凉人物，安定郡人。
婆衍崘是南凉的尚书左丞，吕隆被沮渠蒙逊攻打，派使者来请求救兵，秃发利鹿孤率领臣下讨论。尚书左丞婆衍崘说：“现在姑臧正饥荒，民生凋敝，一石粮食值万钱，野外连青草也没有，没有地方能得到粮食。蒙逊千里行师，粮食的运输接连不上，让二寇相杀，以待时机。如果蒙逊攻下姑臧，也守不住，正好能让我们攻取。我们不应援救。”秃发傉檀说：“婆衍崘只知其一，不知其二。姑臧现在虽空虚破敝，但是位置优越，是河西都会，不能让蒙逊占了去，应该火速去救援。”利鹿孤采纳了秃发傉檀的意见，派秃发傉檀率领骑兵一万去救援吕隆。到了昌松，蒙逊已经撤退，秃发傉檀把五百多户迁徙而回。